# Nuoto ai XII Giochi asiatici
Il nuoto ai Giochi asiatici 1994 ha visto lo svolgimento di 31 gare, 16 maschili e 15 femminili.

## Medagliere
| Posizione | Paese         | Oro | Argento | Bronzo | Totale |
| --------- | ------------- | --- | ------- | ------ | ------ |
| 1         | Cina          | 15  | 8       | 3      | 26     |
| 2         | Giappone      | 10  | 18      | 16     | 44     |
| 3         | Corea del Sud | 2   | 1       | 4      | 7      |
| 4         | Thailandia    | 2   | 0       | 2      | 4      |
| 5         | Kazakistan    | 1   | 2       | 3      | 6      |
| 6         | Siria         | 1   | 1       | 0      | 2      |
| 7         | Hong Kong     | 0   | 1       | 1      | 2      |
| 8         | Singapore     | 0   | 0       | 1      | 1      |
| 8         | Uzbekistan    | 0   | 0       | 1      | 1      |

## Podi
WR: Record del mondo
AR: Record asiatico
CR: Record dei campionati

### Uomini
| Evento               | Oro                 | Perform. | Argento               | Perform. | Bronzo              | Perform. |
| Stile libero         |                     |          |                       |          |                     |          |
| 50 m                 | Alexei Hovrin       |          | Jiang Chengji         |          | Sergey Borissenko   |          |
| 100 m                | Yukihiro Matsushita |          | Sergey Borissenko     |          | Alexei Egorov       |          |
| 200 m                | Taihei Maeda        |          | Kazunori Hikida       |          | Woo Won-Ki          |          |
| 400 m                | Bang Seung-Hoon     |          | Hisham Masri          |          | Masayuki Fujimoto   |          |
| 1500 m               | Hisham Masri        |          | Masato Hirano         |          | Fu Tao              |          |
| Dorso                |                     |          |                       |          |                     |          |
| 100 m                | Hajime Itoi         |          | Eiji Komine           |          | LinLaijiu           |          |
| 200 m                | Ji Sang-Joon        |          | Hajime Itoi           |          | Ryuii Horii         |          |
| Rana                 |                     |          |                       |          |                     |          |
| 100 m                | Akira Hayashi       |          | Wang Yiwu             |          | Chen Jianhong       |          |
| 200 m                | Wang Yiwu           |          | Akira Hayashi         |          | Ratapong Sirisanont |          |
| Farfalla             |                     |          |                       |          |                     |          |
| 100 m                | Jiang Chengji       |          | Hajime Itoi           |          | Mitsuharu Takane    |          |
| 200 m                | Xue Wei             |          | Mitsuharu Takane      |          | Osamu Mihara        |          |
| Misti                |                     |          |                       |          |                     |          |
| 200 m                | Ratapong Sirisanont |          | Takahiro Fujimoto     |          | Tatsuya Kinugasa    |          |
| 400 m                | Ratapong Sirisanont |          | Tatsuya Kinugasa      |          | Takahiro Fujimoto   |          |
| Staffette            |                     |          |                       |          |                     |          |
| 4x100 m stile libero | Giappone --- ---    |          | Kazakistan --- ---    |          | Uzbekistan --- ---  |          |
| 4x200 m stile libero | Giappone --- ---    |          | Corea del Sud --- --- |          | Thailandia --- ---  |          |
| 4x100 m misti        | Giappone --- ---    |          | Cina --- ---          |          | Kazakistan --- ---  |          |

### Donne
| Evento               | Oro              | Perform. | Argento           | Perform. | Bronzo                | Perform. |
| Stile libero         |                  |          |                   |          |                       |          |
| 50 m                 | Naoko Imoto      |          | Sumika Minamoto   |          | Robyn Lamsam          |          |
| 100 m                | Shan Ying        |          | Naoko Imoto       |          | Sumika Minamoto       |          |
| 200 m                | Le Ying          |          | Eri Yamanoi       |          | Suzu Chiba            |          |
| 400 m                | Suzu Chiba       |          | Sachiko Miyaji    |          | Jeong Won-Kyung       |          |
| 800 m                | Ping Luo         |          | Tomoko Goza       |          | Sachiko Miyaji        |          |
| Dorso                |                  |          |                   |          |                       |          |
| 100 m                | He Cihong        |          | Miki Nakao        |          | Mai Nakamura          |          |
| 200 m                | He Cihong        |          | Liu Bichun        |          | Miki Nakao            |          |
| Rana                 |                  |          |                   |          |                       |          |
| 100 m                | Dai Guohong      |          | Masami Tanaka     |          | Hitomi Maehara        |          |
| 200 m                | Yuan Yuan        |          | Dai Guohong       |          | Masami Tanaka         |          |
| Farfalla             |                  |          |                   |          |                       |          |
| 100 m                | Liu Limin        |          | Qu Yun            |          | Joscelin Yeo          |          |
| 200 m                | Liu Limin        |          | Hong Shu          |          | Mika Haruna           |          |
| Misti                |                  |          |                   |          |                       |          |
| 200 m                | Dai Guohong      |          | Hitomi Maehara    |          | Hideko Hiranaka       |          |
| 400 m                | Lin Li           |          | Dai Guohong       |          | Hitomi Maehara        |          |
| Staffette            |                  |          |                   |          |                       |          |
| 4x100 m stile libero | Giappone --- --- |          | Hong Kong --- --- |          | Corea del Sud --- --- |          |
| 4x100 m misti        | Cina --- ---     |          | Giappone --- ---  |          | Corea del Sud --- --- |          |